# Propedies nanus
Propedies nanus är en insektsart som beskrevs av Ronderos och Sanchez 1983. Propedies nanus ingår i släktet Propedies och familjen gräshoppor. Inga underarter finns listade i Catalogue of Life.